# Xyris dilatatiscapa
Xyris dilatatiscapa là một loài thực vật hạt kín trong họ Hoàng đầu. Loài này được Kral & Jans.-Jac. miêu tả khoa học đầu tiên năm 1998.